# Lutz Mohr

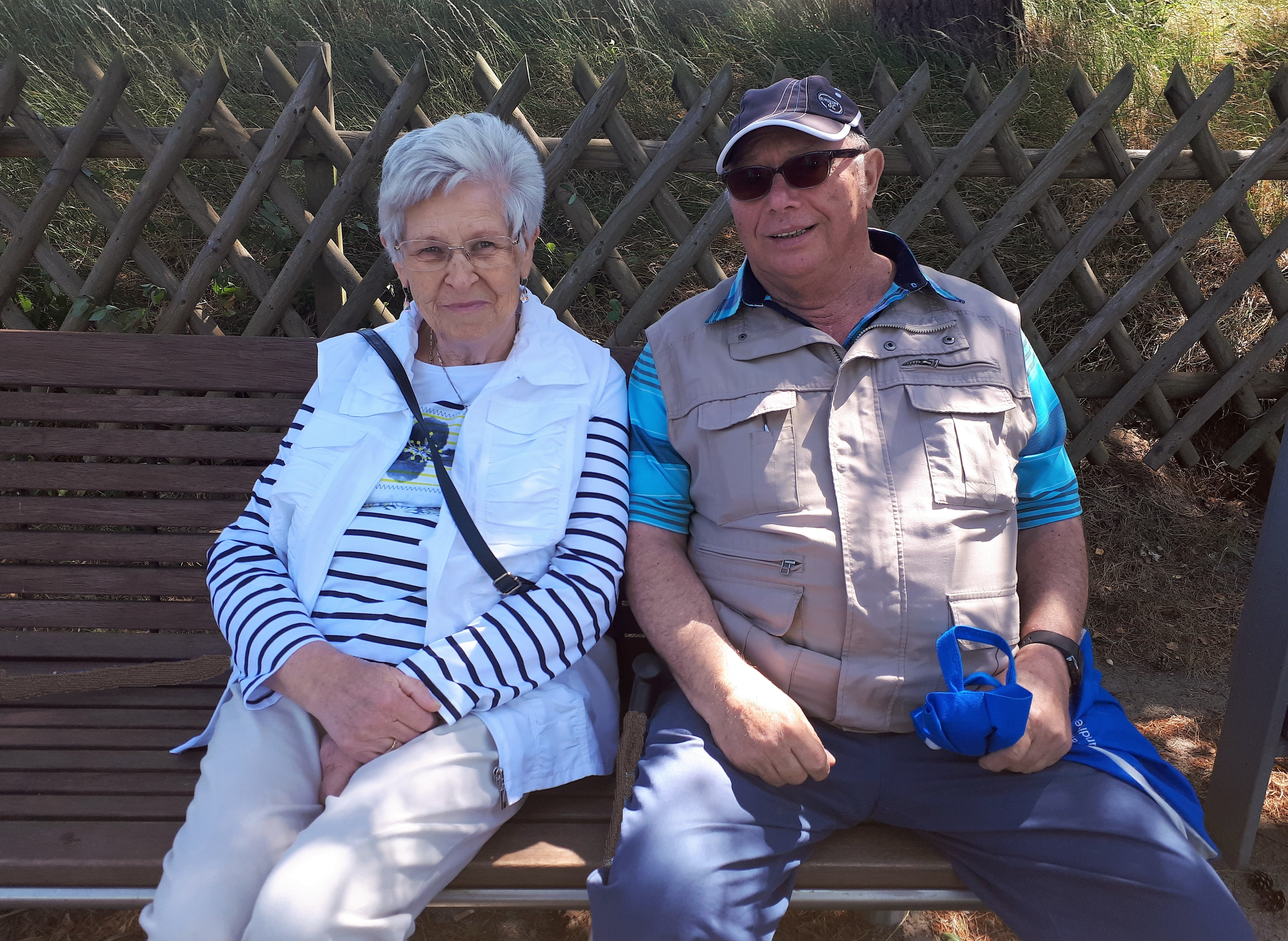
Lutz Mohr mit seiner Frau Gisela.

Herbert Lutz Mohr (* 28. Mai 1944 in Neusalza-Spremberg) ist ein deutscher Historiker und Publizist. Er lebt mit seiner Familie in Greifswald.

## Leben und berufliche Entwicklung
Lutz Mohr wurde von seiner Mutter Hertha Mohr allein aufgezogen, da sein Vater Alois Mohr 1945 an der Brücke von Remagen gefallen war. Er besuchte von 1950 bis 1960 die Grund- und Polytechnische Oberschule „Johann Heinrich Pestalozzi“ unter Direktor Gunther Leupolt in Neusalza-Spremberg. Von 1960 bis 1963 erlernte er im VEB Roßlauer Schiffswerft, heute Sachsenberg-Werke in Roßlau den Beruf des Stahlschiffbauers. Danach besuchte er mehrwöchige maritime Qualifizierungslehrgänge in den Jahren 1963 und 1964 an der damaligen GST-Seesportschule Greifswald-Wieck, die zu diesem Zeitpunkt von Helmut Sieger geleitet wurde. Anschließend diente er von 1964 bis 1967, zuletzt als Stabsmatrose bei der 4. Flottille der Volksmarine der DDR in Warnemünde, die damals Kapitän zur See Herbert Bernig befehligte. In dieser Zeit begann er mit seinen Forschungen zur Geschichte der Wikinger und der Seefahrt und veröffentlichte diese in verschiedenen Zeitungen, Zeitschriften und Publikationen.
Im Anschluss an seine Marinedienstzeit fuhr er auf Schiffen der Deutschen Seereederei Rostock (DSR), u. a. auf MS Zinnowitz unter Kapitän Hein Werner.

### Hochschulstudium
Als Mitglied der FDJ (1960 bis 1975) absolvierte er an der Jugendhochschule „Wilhelm Pieck“ der FDJ unter Direktor Werner Haltinner am Bogensee, Gemeinde Wandlitz, nahe Bernau bei Berlin in den Jahren 1969 bis 1970 ein Direktstudium der Gesellschaftswissenschaften, Im Jahr 1973 erfolgte dann ein mehrmonatiger Lehrgang an der Offiziershochschule der Volksmarine „Karl Liebknecht“ in Stralsund, die seinerzeit Konteradmiral Heinz Irmscher kommandierte, und die Ernennung zum Reserveoffizier. Danach wurde er mehrmals zum Reservistendienst in verschiedene Volksmarine-Einheiten einberufen, so u. a. Marinehafen (TSL 18, Ölhafen) Greifswald-Ladebow unter dem Kommando von Fregattenkapitän Walter Schmidt (1930–2017). In der folgenden Zeit bewältigte Lutz Mohr ein externes Studium der Geschichtswissenschaft bei Konrad Fritze an der Ernst-Moritz-Arndt-Universität Greifswald, das er 1982 als Diplom-Historiker abschloss. Seine Diplomarbeit trägt den Titel: Zur politischen Geschichte der Ernst-Moritz-Arndt-Universität Greifswald unter besonderer Berücksichtigung ihrer Verbindungen zum engeren Territorium in den Jahren 1949 bis 1961.

### Historiker, Museologe, Publizist
Als wissenschaftlicher Mitarbeiter und späterer amtierender Direktor des Museums der Stadt Greifswald in der Zeit von 1975 bis 1980 hatte er mit einer Vielzahl von Fundstücken und Dokumenten zu tun, die sein Interesse an der Erforschung der Seefahrt und der Geschichte der Wikinger noch mehr fesselte. Insbesondere die Problematik der strittigen Jomswikinger in Pommern faszinierte ihn. Im Rahmen seiner musealen Tätigkeit begründete Lutz Mohr gemeinsam mit dem Kunstpädagogen Alexander Schott die Edition Neue Greifswalder Museumshefte, die während der Zeit ihres Bestehens von 1976 bis 1986 auf vierzehn regionalgeschichtliche Publikationen anwuchs. Darüber hinaus publizierte er zahlreiche Beiträge für den Marinekalender der DDR sowie für die Editionen Jahrbuch der Schiffahrt und Urania Universum. Ab 1980 arbeitete er als Berufsschullehrer und war zugleich Klassenleiter an der Betriebsberufsschule „Dr. Salvador Allende“ des „Ingenieur-, Tief- und Verkehrsbaukombinates Rostock“ (ITVK) in Greifswald.
Neben seiner musealen und pädagogischen Tätigkeit engagierte er sich als ehrenamtlicher Ausbilder der Gesellschaft für Sport und Technik, der er von 1960 bis 1989 angehörte. In diesem Rahmen nahm er in den Sommerferien der Jahre 1983 bis 1987 an Ostsee-Ausbildungsfahrten des Segelschulschiffes Wilhelm Pieck, heute Greif, unter Kapitän Helmut Stolle und des Motorschulschiffes Artur Becker unter Kapitän Herbert Breitsprecher (1938–1988) der GST-Marineschule „August Lütgens“ in Greifswald-Wieck nach Litauen teil.

### Projekte und Vereinstätigkeit
Bereits Anfang der 1990er Jahre machte er sich zusammen mit dem Weltumsegler und Publizisten Burghard Pieske zur Wikingergeschichte einen Namen. Im Oktober 1993 starteten sie das „Vineta-Experiment“ in Koserow auf der Insel Usedom. Hier wurde der Beweis erbracht, dass die Wikinger es schon vor über 1000 Jahren verstanden, ihre Schiffe auch über größere Entfernungen über Land zu transportieren. Damals wurde Lutz Mohr Mitglied mehrerer Freundeskreise und Vereine, die seinen Interessen entsprachen, so Islandfreunde Mecklenburg-Vorpommerns, Greifswald (1990–1993); Gesellschaft der Freunde Islands (GdFI) e. V., Hamburg unter dem Vorsitz von Konsul Oswald Dreyer-Eimbcke (1994–2006); Deutsch-Isländische-Gesellschaft (DIG) e. V., Köln (1994–2004); Deutsch-Färöischer Freundeskreis e. V. Düsseldorf (1990–2002) und Internationale Steinkreuzforschung (ISF), Regensburg (1996–2000).
Des Weiteren war er 2003 Mitbegründer des Verein für erlebbare Geschichte des Mare Balticum e. V., Stralsund und wirkte als Mentor des Vereins bis 2006. Seit 2007 ist er Mitglied im 2006 gegründeten Verein Bücherfreunde Greifswald e. V.
Von 1996 bis 2000 war er zudem ehrenamtlicher Pressereferent des Pommerschen Künstlerbundes (PKB) e. V., dem seinerzeit der Greifswalder Kunstschaffende Helmut Maletzke (1920–2017) vorstand, und erhielt für sein publizistisches Schaffen 1999 die Ehrenurkunde des Vereins.
Von 1998 bis Frühjahr 2017 arbeitete Lutz Mohr eng mit dem Stralsunder Künstler Eckhard Buchholz zusammen, indem er ihn hinsichtlich des Genres Historienbilder inspirierte und beriet. Auf dieser Basis entstanden in den Jahren 1998 bis 2002 der großformatige achtteilige „Wikinger-Zyklus“, der u. a. 2003 in den USA gezeigt wurde, und in den folgenden Jahren (bis 2016) weitere fünfzehn Historiengemälde zur Geschichte Mecklenburg-Vorpommerns. Wegen längerer Krankheit endete 2017 ihre fast zwanzigjährige Zusammenarbeit. Darüber hinaus engagiert sich Lutz Mohr seit 2008 als Korrespondierendes Mitglied der Interessengemeinschaft „Ortsgeschichte“ der Kultur- und Heimatfreunde Neusalza-Spremberg e. V. für die weitere Erforschung der Lokalgeschichte seiner Geburtsstadt. Als Autor bereichert er die seit 1999 bestehende Edition „Geschichte und Geschichten aus Neusalza-Spremberg“ und das Periodikum „Oberlausitzer Familien-Kalenderbuch“ des Oberlausitzer Verlages. Im Juni 2015 feierte der Historiker mit seiner Frau Gisela die Goldene Hochzeit. Durch das plötzliche Ableben seiner Frau am 26. November 2020 in seinem Schaffensprozess stark eingeschränkt, schaffte er es, sein jüngstes Sachbuch zur Jomswikingerproblematik redaktionell abzuschließen und herauszugeben, so dass es im Frühjahr 2021 erscheinen konnte.

## Schriften (Auswahl)
Der Gemeinsame Verbundkatalog (GVK) des Gemeinsamen Bibliotheksverbundes (GBV) weist für Lutz Mohr bisher 425 Veröffentlichungen in Zeitungen, Zeitschriften, Jahrbüchern, Kalendern nach, darunter 91 Monografien.
- Lutz Mohr u. a.: Maritimes von der Waterkant. Verlag Axel Dietrich, Peenemünde 1994, ISBN 3-930066-21-1.
- mit Anton Riesel: Poesie der Wikinger. Nachdichtungen von Anton Riesel. Auswahl, Anmerkungen und Kommentare von Lutz Mohr. Jubiläumsschrift anlässlich der 1000. Wiederkehr der Einführung des Christentums auf den Färöern, in Island und Grönland (999–1999). Leo-Verlag Robert Liese, Horn - Bad Meinberg 1999, ISBN 9805594-1-9.
- mit Robert Liese: Wikinger zwischen Pommern und Polarkreis. Sagas oder Wahrheit. Leo-Verlag Robert Liese, Horn - Bad Meinberg 1997, ISBN 3-9805594-0-8.
- mit Günter Krieg: Dänen – Slawen – Deutsche in Vorpommern und auf Rügen. 3 Teile. G. Krieg, Doberlug-Kirchhain 2000/2001.
- mit Harald Krause: Die Jomsburg in Pommern. Geschichte und Technik einer verschollenen Wikinger-Seefeste. Wessels Puppet Media, Essen 2002.
- Hammer kontra Kreuz zwischen Pommern und Polarkreis. Vier Jahrhunderte Kampf zwischen Christentum und Heidentum in Nordeuropa (800–1200). G. Krieg, Doberlug-Kirchhain 2002.
- Auf Wikingerspuren zwischen Piräus, Pommern und Polarmeer. G. Krieg, Doberlug-Kirchhain 2002.
- Drachensegler zwischen Mecklenburg-Vorpommern und Massachusetts. Frühe europäische Seefahrer, Vorentdecker Amerikas. G. Krieg, Doberlug-Kirchhain 2003.
- Bibliographie zu den Jomswikingern und der Jomsburg in Pommern. Deutschsprachiges Schrifttum. G. Krieg, Doberlug-Kirchhain Greifswald 2004.
- Aus der Geschichte der Färöer. Aufsätze eines nordischen Vereinsfreundes aus Vorpommern I. G. Krieg, Doberlug-Kirchhain 2004.
- Die Färöer und Mecklenburg-Vorpommern. Aufsätze eines nordischen Vereinsfreundes aus Vorpommern II. G. Krieg, Doberlug-Kirchhain 2004.
- Island und Mecklenburg-Vorpommern. Aufsätze eines nordischen Vereinsfreundes aus    Vorpommern III. G. Krieg, Doberlug-Kirchhain 2005.
- Die Schlacht an der Raxa. Verein für Erlebbare Geschichte des Mare Balticum (Hrsg.), Stralsund 2006.
- Die Saga der Jomswikinger. Edition Pommern, Grimmen 2006, ISBN 3-939680-00-1.
- Eckhard Buchholz. Ein pommerscher Künstler. Historien- und moderne Malerei. Fritzon, Greifswald 2007.
- Die Jomswikinger – Mythos oder Wahrheit. Edition Pommern, Elmenhorst 2009, ISBN 978-3-939680-03-1.
- Neusalza-Spremberg – eine Kleinstadt in der Oberlausitz. Streiflichter aus Geschichte und Sage. (Geschichte und Geschichten aus Neusalza-Spremberg; Sonderausgabe Nr. 1/2012). Selbstverlag, Neusalza-Spremberg/Greifswald 2012, OCLC 816134052.
- Schulschiffe unter Segel und Motor. Zur Geschichte der GST-Marineschule „August Lütgens“ Greifswald-Wieck. Edition Pommern, Elmenhorst 2012, ISBN 978-3-939680-12-3.
- Drachenschiffe in der Pommernbucht. Die Jomswikinger, ihre Jomsburg und der Gau Jom. (edition rostock maritim). Hrsg. von Robert Rosentreter. Ingo Koch Verlag, Rostock 2013, ISBN 978-3-86436-069-5.
- Die Hussiten in der Oberlausitz unter besonderer Berücksichtigung ihrer Feldzüge in den Jahren von 1424 bis 1434. Sonderausgabe Nr. 2 der Reihe: Geschichte und Geschichten aus Neusalza-Spremberg, Greifswald u. Neusalza-Spremberg 2014.
- Neusalza-Spremberg. Eine Zeitreise 1242–2017. Autoren- und Verlagsservice Frank Nürnberger (Oberlausitzer Verlag), Spitzkunnersdorf 2017. 84 S., zahlr. Abb., mehrere Tab., ISBN 978-3-9818434-0-8
- Wikinger in Böhmen und der Oberlausitz – ein Novum der Regionalgeschichte. In: Oberlausitzer Familien-Kalenderbuch für das Jahr 2019. Hrsg. von Frank Nürnberger (Oberlausitzer Verlag), Dittelsdorf/Spitzkunnersdorf 2018, S. 26–27, ISBN 978-3-946795-08-7
- mit Friedrich Bartels: Der „Neusaltzer Kirchenreceß“ von 1674 und 340 Jahre „Dreifaltigkeitskirche“ in Neusalza-Spremberg (1678–2018), in: Oberlausitzer Familien-Kalenderbuch 2018. Hrsg. von Frank Nürnberger (Oberlausitzer Verlag), Spitzkunnersdorf 2017, S. 38–41, ISBN 978-3-941908-96-3
- Das „Schleinitzer Ländchen“ zwischen Lausitzer Bergland und Schluckenauer Zipfel – Eine Episode in der deutsch-tschechischen Geschichte. In: Frank Nürnbergers Oberlausitzer Heimatkalender 2020, vorher Oberlausitzer Familien-Kalenderbuch im Oberlausitzer Verlag. Hrsg. von Frank Nürnberger, Spitzkunnersdorf 2019, S. 84–87, ISBN 978-3-9818434-4-6
- GESCHICHTE-GESCHICKE-GESTALTEN. Auf historischer Spurensuche zwischen Oberlausitzer Bergland und Schluckenauer Zipfel. Zittau: Oberlausitzer Verlag 2019, 236 S., zahlr. Abb., Lit., ISBN 978-3-946795-22-3
- Die Jomswikinger - Nur ein Mythos?. Elmenhorst: Verlag Edition Pommern 2021, Einbandgestaltung: Kristian Salewaski, 204 S., mehr. Farb- u. SW-Fotos, umfangr. Quellen- u. Lit,verz., ISBN 978-3-939680-65-9
- Bischof Benno von Meißen in Geschichte und Sage - seine Spuren finden sich auch in der Oberlausitz, 2 Teile, Teil 1: Bennos schwere Zeiten. In: Oberlausitzer Heimatkalender 2023. Hrsg. von Frank Nürnberger, Spitzkunnersdorf 2022, S. 14–15, 1 Abb., Teil 2: Des Apostels sagenhaftes Wirken und sein Vermächtnis. In: Ebda, S. 20–21, 1 Abb., ISBN 978-3-9824231-0-4
- Fünf historische Mysterien der Landstadt Neusalza-Spremberg warten auf ihre Entschlüsselung. In: Oberlausitzer Familien-Kalenderbuch. Jg. 31 (2023), Zittau-Dittelsdorf: Oberlausitzer Verlag 2022. Hrsg.: Andreas Gehrt, S. 121–127, mehr. Abb. u. Anm., ISBN 978-3-946795-65-0
- Filipov / Philippsdorf – Geschichte – Wunder – Wallfahrer. Päpste „wachen“ über Ort und Kirche. (Fortsetzungsserie in drei Teilen.) In: Unser Niederland, Jg. 76, Teil 1: Nr. 892 (März 2024), S. 80–83; Teil 2: Nr. 893 (April 2024), S. 108–111; Teil 3: Nr. 894 (Mai 2024), S. 136–139, Abb. u. Lit.